# Hugo Maradona
Hugo Hernán Maradona (Lanús, Provincia de Buenos Aires, 9 de mayo de 1969 - Monte di Procida, Nápoles, 28 de diciembre de 2021) fue un futbolista y entrenador argentino que jugaba de centrocampista. Era el más joven de los hermanos de Diego Maradona.

## Trayectoria
Surgió de las categorías inferiores de Argentinos Juniors, donde debutó en Primera División y logró la Copa Interamericana de 1986 en Trinidad y Tobago.
Fue vendido por Argentinos a Italia, siendo muy joven, y luego pasó por diferentes equipos de todo el mundo. Su carrera se desarrolló mayormente en Japón, por lo que no fue tan mediática como la de su hermano Diego. Desde mayo de 2004 hasta enero de 2006 fue entrenador del Puerto Rico Islanders.
Tras volver a Italia y casarse con la napolitana Paola Morra en 2016, vivió en los municipios de Bacoli y Monte di Procida, ambos en la Ciudad metropolitana de Nápoles. Fue entrenador del Real Parete, club de la Terza Categoria (9.º nivel del sistema de ligas de Italia).

## Fallecimiento
Falleció el 28 de diciembre de 2021 a los 52 años, en su residencia de Monte di Procida, a causa de un paro cardiorrespiratorio. Su funeral se celebró en la iglesia de San Vitale en Nápoles, en el barrio Fuorigrotta, no lejos del estadio dedicado a su hermano Diego Maradona.

## Clubes

### Como jugador
| Club               | País      | Años      | Partidos | Goles |
| ------------------ | --------- | --------- | -------- | ----- |
| Argentinos Juniors | Argentina | 1986-1987 | 19       | 1     |
| Napoli             | Italia    | 1987      | 0        | 0     |
| Ascoli             | Italia    | 1987-1988 | 13       | 0     |
| Rayo Vallecano     | España    | 1988-1990 | 64       | 9     |
| Rapid Viena        | Austria   | 1990      | 3        | 0     |
| Dep. Italia        | Venezuela | 1990-1991 | 34       | 11    |
| Club Progreso      | Uruguay   | 1991      | 0        | 0     |
| PJM Futures        | Japón     | 1991-1993 | 49       | 31    |
| Avispa Fukuoka     | Japón     | 1995-1996 | 48       | 35    |
| Consadole Sapporo  | Japón     | 1997-1998 | 56       | 15    |
| Brown de Arrecifes | Argentina | 1999-2000 | 22       | 4     |
| Total              | Total     | Total     | 236      | 106   |

### Como entrenador
| Club                  | Años      |
| --------------------- | --------- |
| Puerto Rico Islanders | 2004-2005 |
| Boys Quarto           | 2005-2011 |
| Mariano Keller        | 2012-2017 |
| Real Parete           | 2018      |

## Palmarés

### Torneos internacionales
| Título                         | Club(*)                                | Sede          | Año  |
| ------------------------------ | -------------------------------------- | ------------- | ---- |
| Campeonato Sudamericano Sub-17 | Selección sub-17 de Argentina          | Argentina     | 1985 |
| Copa Interamericana            | Asociación Atlética Argentinos Juniors | Puerto España | 1986 |